# مایکل مان
مایکل کنِت مان (به انگلیسی: Michael Kenneth Mann) کارگردان، فیلم‌نامه‌نویس و تهیه‌کننده آمریکایی متولد ۵ فوریه سال ۱۹۴۳ است. او بارها نامزد دریافت جایزه از جشنواره‌های بین‌المللی شده‌است که شامل جایزه آکادمی بفتا، جشنواره فیلم کن و آکادمی علوم و هنرهای تصاویر متحرک می‌شود. او دو بار در سال‌های ۱۹۹۷ (۷۲امین سالگرد) و ۱۹۹۹ (۷۷امین سالگرد) جشن مراسم اسکار را تهیه کرده‌است.
مجله «توتال فیلم» او را در میان ۱۰۰ کارگردان برتر دنیا در جایگاه بیست وهشتم قرار داده است. و مجله «تصویر و صدا» در رتبه پنجم از میان ۱۰ کارگردان برتر ۲۵ سال اخیر قرار داده است. هفته‌نامه «اینترتینمنت ویکلی» مایکل مان را در رده هشتم از میان فهرست ۲۵ کارگردان فعال دنیا قرار داده است.

## ابتدای زندگی
مان در شیکاگو، ایلینوی در یک خانواده یهودی خواربار فروش زاده شد. پدرش یک مهاجر اوکراینی بود که در جنگ جهانی دوم مانند سربازی کهنه کار خدمت کرد.
مادرش متعلق به یک خانواده محلی شیکاگویی بود. مان رابطه نزدیکی با پدر و پدربزرگش داشت. او در نزدیکی هامبولت پارک بزرگ شده و نوجوانی خود را با کار در موزیک بلوز شیکاگو گذرانده است.
او در دانشگاه ویسکانسین-مدیسن زبان انگلیسی خواند و به تاریخ، فلسفه و معماری علاقه‌مند بود. درهمین دوران بود که برای اولین بار فیلمی از استنلی کوبریک به نام دکتر استرنج لاو (۱۹۶۴) را تماشا کرد و عاشق فیلم شد. در مصاحبه اخیر هفته‌نامه لس آنجلس، او در توضیح اثر این فیلم بر خودش گفت: «این فیلم به تمام فیلمسازان هم نسل من می‌گوید که شما می‌توانید سبک منحصربه‌فرد خودتان را در حد کمال پرورش دهید و فیلم‌های مستقلی داشته باشید که به‌طور هم‌زمان مورد توجه تماشاگران زیادی قرار خواهد گرفت. به عبارت دیگر اگر می خواهید در جریان اصلی صنعت فیلمسازی دنیا کار کنید، مجبور نیستید که فیلم «هفت عروس برای هفت برادر» (استنلی دانن- ۱۹۵۴) را بسازید یا مطیع سیستم فیلمسازی نیچه‌ای موجود شوید.این همان چیزی است که کوبریک قصد داشت به ما بفهماند.»

## دوره زندگی
مان در اواسط ۱۹۶۰ به منظور ادامه تحصیل به آموزشگاه فیلم لندن رفت. پس از اینکه هفت سال را در بریتانیا به مدرسه سینما رفت، همراه با هم نسل هایش آلن پارکر، ریدلی اسکات و آدریان لین به ساخت آگهی‌های تبلیغاتی پرداخت. در سال ۱۹۶۸ فیلم‌هایی که او از انقلاب دانشجویان پاریسی گرفت در یک فیلم مستند به نام «قیام» در برنامه «سه شنبه اول» شبکه NBC به نمایش گذاشته شد. بعد از آن او از تجربیاتش در سال۶۸ فیلم کوتاهی به نام «Jaunpuri» ساخت که جایزه هیئت داوران جشنواره فیلم کن را در سال ۱۹۷۰ به خود اختصاص داد.
مان در سال ۱۹۷۱ پس از اینکه از همسر اولش جدا شد برای ساخت یک مستند جاده‌ای به نام "17Days Down the Line" به ایالات متحده برگشت. مان سال ۱۹۷۱ نمایشی به نام «داستان پلیس» را به همراه پلیسی‌نویس معروف جوزف ومبوگ نوشت. «داستان پلیس» در بیان جزئیات واقع گرایانه زندگی واقعی پلیس‌ها بسیار رضایت بخش بود و مان به ضرورت تحقیق اولیه برای اعتبار بخشیدن به کارهایش پی برد.
اولین فیلم قابل توجه او که در قطع تلویزیونی ساخته شد، «جریکو مایل» نام داشت که به صورت تئاتر هم در اروپا به نمایش درآمد. این فیلم جایزه امی بهترین فیلم تلویزیونی و بهترین کارگردانی را در سال ۱۹۷۹ از آن خود کرد. او در تلویزیون با دو سریال "میامی وایس" و "داستان پلیس" به عنوان مدیر تهیه همکاری داشت. بر خلاف باور عمومی، او این سریال‌ها را نساخته و فقط به عنوان مدیر تهیه با این سریال‌ها همکاری داشت ولی با این حال تأثیرات سینماتیک او بر روی بازی و سبک این سریال‌ها دیده می‌شود.

در حال حاضر مایکل مان نه تنها کارگردانی آینده دار بلکه یکی از بهترین فیلمسازان آمریکاست. سبک بسیار متمایز او در کارهایش پیداست.
دانته اسپینوتی به عنوان مدیر فیلمبرداری بیشترین همکاری را با مان داشته‌است. مان علاقه زیادی به مناظر بی روح شهری دارد و در سبک تصویری کارش اغلب بر دورنگ آبی بی رنگ و سفید استریل تأکید دارد.
اولین کار سینمایی موفق مان به عنوان کارگردان فیلم «سارق» (۱۹۸۱) با بازی درخشان جیمز کان بود. تریلر هوشمندانه‌ای که در آن با استفاده از سبک خاص خود ثروت و احساس را در کنار هم قرار داده است. فیلم بعدی او «محافظ» (۱۹۸۳) بازنگری اشغال رومانی توسط نازی هاست که به آن بُعد ماوراالطبیعه داده شده‌است. کار از نظر تجاری با شکست روبه رو شد و کار تا آنجا پیش رفت که تقریباً یونیورسال متقاعد شد کسی برای تماشای فیلم به سینما نخواهد آمد. اگر چه ۹۶ دقیقه فیلم خیلی کوتاه‌تر از چیزی بود که‌مان قصد داشت عرضه کند، اما فیلم توانست هواداران زیادی در بین دوستداران سینما بیابد ولی هنوز پخش آن به صورت DVD باقی‌مانده‌است.
در سال ۱۹۸۶ مان اولین کسی بود که برایان کاکس را در شخصیت هانیبال لِکتِر در فیلم «شکارچی انسان» به نمایش گذاشت. در مقدمه DVD «شکارچی انسان» ویلیام پترسون توضیح می‌دهد که به دلیل دقت و توجه بیش از حد مان بر کارهایش ساخت این فیلم چندین سال به طول انجامیده است. در سال ۱۹۹۲ فیلم اقتباسی او از کتاب فنیمور کوپر با نام «آخرین بازمانده موهیکان ها» با اقبال عمومی روبرو شد. مان در این فیلم با همکاری فیلم‌نامه‌نویس کریستوفر کرو توانسته فضایی ایجاد کند که در آن ستمگری، غیرتمندی، دلخستگی، انتقام جویی و غرور موجود در جامعه سرخپوستی را به خوبی نمایش دهد. بزرگ‌ترین موفقیت وی در نزد منتقدان در دهه ۱۹۹۰ با دو فیلم «مخمصه»(۱۹۹۵) و «نفوذی» (۱۹۹۹) بود. در فیلم «مخمصه» رابرت دنیرو و آل پاچینو و در «خودی» راسل کرو نقش‌های اصلی را بر عهده داشتند.
در فیلم بعدی اش «علی» (۲۰۰۱) با بازی ویل اسمیت کار با دوربین دیجیتال را تجربه کرد. این فیلم به شهرت بیشتر ویل اسمیت کمک کرد و او نامزد دریافت جایزه اسکار شد. در «وثیقه» او تمامی نماهای خارجی را با دوربین دیجیتال تصویربرداری کرده و به همین دلیل توانست جزئیات بیشتری را در نماهای شب تصویر بگیرد، در حالی که بیشتر نماهای داخلی فیلم با دوربین آنالوگ فیلمبرداری شده‌است. در سال ۲۰۰۴ مان در مقام تهیه‌کننده فیلم «هوانورد» را بر اساس زندگی هاوارد هیوز ساخت. نقش هاوارد هیوز را لئوناردو دی کاپریو برعهده داشت.
بعد از آن مان فیلم اقتباسی «میامی وایس» را کارگردانی کرد. در سال ۲۰۰۹ مان «دشمنان مردم» را برای کمپانی یونیورسال نوشته و کارگردانی کرده‌است. «دشمنان مردم» دربارهٔ فضای ناامیدکننده موج جنایی آمریکا در دهه ۳۰ براساس کتاب ارزشمند برایان بروگ با همین نام است که بزرگ‌ترین موج جنایت آمریکا و ایجاد FBI را در سال ۱۹۳۳-۳۴ مورد بررسی قرار داده است. «دشمنان مردم» یک فیلم بلند ۱۴۰ دقیقه‌ای است که به هیچ عنوان بلند به نظر نمی‌رسد.

## فیلم‌شناسی به عنوان کارگردان
- سارق (۱۹۸۱)
- برجک دفاعی (۱۹۸۳)
- شکارچی انسان (۱۹۸۶)
- آخرین موهیکان (۱۹۹۲)
- مخمصه (۱۹۹۵)
- نفوذی (۱۹۹۹)
- علی (۲۰۰۱)
- وثیقه (۲۰۰۴)
- میامی وایس (۲۰۰۶)
- دشمنان ملت (۲۰۰۹)
- بلک‌هت (۲۰۱۵)
- فراری (۲۰۲۳)